# Nam Cường (phường), Lào Cai
Nam Cường là một phường thuộc tỉnh Lào Cai, Việt Nam.

## Địa lý
Phường Nam Cường giáp xã Quy Mông, xã Trấn Yên, xã Yên Bình, phường Văn Phú, phường Yên Bái, phường Âu Lâu
Phường Nam Cường có diện tích 46,09 km², dân số là 17.754 người, mật độ dân số đạt 385 người/km².

## Lịch sử
Trước đây, Nam Cường là một xã thuộc huyện Trấn Yên.
Ngày 7 tháng 4 năm 1956 Thủ tướng chính phủ ban hành Nghị định số 72/TTg quyết định tái lập thị xã Yên Bái. Đồng thời, sáp nhập xóm nhà thờ thuộc xã Nam Cường, huyện Trấn Yên vào thị xã Yên Bái quản lý.
Ngày 16 tháng 1 năm 1979, Hội đồng Chính phủ ban hành Quyết định số 15-CP về việc phân vạch địa giới hành chính của một số xã thuộc tỉnh Hoàng Liên Sơn. Theo đó, sáp nhập xã Nam Cường của huyện Trấn Yên vào thị xã Yên Bái quản lý.
Ngày 11 tháng 1 năm 2002, Thủ tướng Chính phủ ra Nghị định số 05/2002/NĐ-CP về việc thành lập thành phố Yên Bái thuộc tỉnh Yên Bái. Xã Nam Cường trực thuộc thành phố Yên Bái.
Ngày 12 tháng 12 năm 2013, Chính phủ ban hành Nghị quyết 122/NQ-CP về việc thành lập phường Nam Cường trên cơ sở toàn bộ 386,20 ha diện tích tự nhiên và 4.072 nhân khẩu của xã Nam Cường.
Phường Nam Cường có 386,20 ha diện tích tự nhiên và 4.072 nhân khẩu.
Ngày 16 tháng 6 năm 2025, Ủy ban Thường vụ Quốc hội ban hành Nghị quyết số 1673/NQ-UBTVQH15 về việc sắp xếp các đơn vị hành chính cấp xã của tỉnh Lào Cai năm 2025. Theo đó, sắp xếp toàn bộ diện tích tự nhiên, quy mô dân số của phường Nam Cường (thành phố Yên Bái) và các xã Minh Bảo, Tuy Lộc, Cường Thịnh thành phường mới có tên gọi là phường Nam Cường.